# Межисыть
Межисыть (укр. Межисить) — село в Самаровской сельской общине Ковельского района Волынской области Украины.
До 2020 года входило в Ратновский район.
Код КОАТУУ — 0724285301. Население по переписи 2001 года составляет 703 человека. Почтовый индекс — 44124. Телефонный код — 3366. Занимает площадь 1,559 км².